# Marktindur
Marktindur är en bergstopp i republiken Island. Den ligger i regionen Austurland, 300 km öster om huvudstaden Reykjavík. Toppen på Marktindur är 827 meter över havet.
Trakten runt Marktindur är nära nog obefolkad, med mindre än två invånare per kvadratkilometer. Närmaste större samhälle är Höfn, omkring 13 kilometer söder om Marktindur. Trakten runt Marktindur består i huvudsak av gräsmarker.